# Passione (compañía)
Passione Co., Ltd. (株式会社パッショーネ Kabushiki-gaisha Passhōne?) es un estudio de animación japonés fundado el 26 de enero de 2011.

## Historia
Passione fue fundado el 26 de enero de 2011 por Kazuhiro Saitō, exgerente de producción de Studio Fantasia.
El 24 de julio de 2022, el sello editorial MF Bunko J anunció que Passione produciría la adaptación al anime de la serie de novelas ligeras Seiken Gakuin no Maken Tsukai, con Hiroyuki Morita y Yūji Nomi revelados en marzo de 2023 como el director de la serie y el compositor, respectivamente. Esta serie marca la primera colaboración y trabajo televisivo de Morita y Nomi en más de una década, habiendo trabajado previamente juntos en Neko no Ongaeshi (2002) bajo Studio Ghibli y Bokurano (2007) bajo Gonzo.
Passione, junto con los estudios de anime Hayabusa Film y Saetta, actualmente opera un bar temático de anime en Osaka llamado "Anime Cafe&Bar CUE LAMP", que abrió sus puertas el 10 de abril de 2023.

## Producciones

### Series de televisión
| Año  | Título                                           | Director(es)                  | Fecha de primera transmisión | Fecha de última transmisión | Eps. | Notas | Refs.                |
| ---- | ------------------------------------------------ | ----------------------------- | ---------------------------- | --------------------------- | ---- | --- | -------------------- |
| 2012 | Haitai Nanafa                                    | Hiroshi Kimura                | 6 de octubre de 2012         | 29 de diciembre de 2012     | 13   | Historia original. | [ 8 ]                |
| 2013 | Haitai Nanafa 2nd Season                         | Hiroshi Kimura                | 6 de abril de 2013           | 29 de junio de 2013         | 13   | Secuela de Haitai Nanafa. | [ 8 ]                |
| 2014 | Rail Wars!                                       | Yoshifumi Matsuda             | 4 de julio de 2014           | 19 de septiembre de 2014    | 12   | Adaptación de la novela ligera escrita por Takumi Toyoda e ilustrada por Vania 600.                                                  | [ 8 ]                |
| 2015 | Rokka no Yūsha                                   | Takeo Takahashi               | 4 de julio de 2015           | 19 de septiembre de 2015    | 12   | Adaptación de la novela ligera escrita por Ishio Yamagata e ilustrada por Miyagi.                                                    | [ 8 ]                |
| 2017 | Hinako Note                                      | Takeo Takahashi Toru Kitahata | 7 de abril de 2017           | 23 de junio de 2017         | 12   | Adaptación del manga escrito e ilustrado por Mitsuki.                                                                                | [ 8 ]                |
| 2018 | High School DxD Hero                             | Yoshifumi Sueda               | 10 de abril de 2018          | 3 de julio de 2018          | 12   | Secuela de High School DxD BorN. | [ 9 ]                |
| 2019 | Citrus                                           | Takeo Takahashi               | 6 de enero de 2018           | 24 de marzo de 2018         | 12   | Adaptación del manga escrito e ilustrado por Saburouta.                                                                              | [ 10 ]               |
| 2019 | Joshi Kōsei no Mudazukai                         | Takeo Takahashi               | 5 de julio de 2019           | 20 de septiembre de 2019    | 12   | Adaptación del manga escrito e ilustrado por Bino.                                                                                   |                      |
| 2019 | Z/X: Code Reunion                                | Yoshifumi Sueda               | 8 de octubre de 2019         | 24 de diciembre de 2019     | 12   | Adaptación del juego de cartas Z/X.                                                                                                  | [ 11 ]               |
| 2020 | Ishuzoku Reviewers                               | Yuki Ogawa                    | 11 de enero de 2020          | 28 de marzo de 2020         | 12   | Adaptación del manga escrito por Amahara e ilustrado por masha.                                                                      | [ 12 ]               |
| 2020 | Higurashi no Naku Koro ni Gō                     | Keiichiro Kawaguchi           | 1 de octubre de 2020         | 18 de marzo de 2021         | 24   | Adaptación de la novela visual de Ryukishi07.                                                                                        | [ 13 ]               |
| 2021 | Higurashi no Naku Koro ni Sotsu                  | Keiichiro Kawaguchi           | 1 de julio de 2021           | 30 de septiembre de 2021    | 15   | Secuela de Higurashi no Naku Koro ni Gō.                                                                                             | [ 14 ]               |
| 2021 | Mieruko-chan                                     | Yuki Ogawa Takahiro Majima    | 3 de octubre de 2021         | 19 de diciembre de 2021     | 12   | Adaptación del manga escrito e ilustrado por Tomoki Izumi.                                                                           | [ 15 ]               |
| 2022 | Isekai Meikyū de Harem o                         | Naoyuki Tatsuwa               | 6 de julio de 2022           | 21 de septiembre de 2022    | 12   | Adaptación del manga escrito por Shachi Sogano e ilustrado por Shikidōji.                                                            | [ 16 ]               |
| 2022 | Renai Flops                                      | Nobuyoshi Nagayama            | 12 de octubre de 2022        | 28 de diciembre de 2022     | 12   | Historia original. | [ 17 ]               |
| 2023 | Watashi no Yuri wa Oshigoto Desu!                | Hijiri Sanpei                 | 6 de abril de 2023           | 22 de junio de 2023         | 12   | Adaptación del manga escrito por Shachi Sogano e ilustrado por Miman. Coproducción junto a Studio Lings.                             | [ 18 ] [ 19 ]        |
| 2023 | Seiken Gakuin no Maken Tsukai                    | Hiroyuki Morita               | 3 de octubre de 2023         | 19 de diciembre de 2023     | 12   | Adaptación de la novela ligera escrita por Yū Shimizu e ilustrada por Asagi Tōsaka.                                                  | [ 2 ] [ 20 ]         |
| 2024 | Ishura                                           | Takeo Takahashi Yuki Ogawa    | 3 de enero de 2024           | 20 de marzo de 2024         | 12   | Adaptación de la novela ligera escrita por Keiso e ilustrada por Kureta. Animación CG por Sanzigen.                                  | [ 21 ] [ 22 ]        |
| 2024 | Ōkami to Kōshinryō: Merchant Meets the Wise Wolf | Takeo Takahashi Hijiri Sanpei | 2 de abril de 2024           | 24 de septiembre de 2024    | 25   | Adaptación de la novela ligera escrita por Isuna Hasekura e ilustrada por Jyu Ayakura.                                               | [ 23 ] [ 24 ]        |
| 2024 | Hitoribotchi no Isekai Kōryaku                   | Akio Kazumi                   | 4 de octubre de 2024         | 13 de diciembre de 2024     | 12   | Adaptación de la novela ligera escrita por Shoji Goji e ilustrada por Booota y Saku Enokimaru. Coproducción junto a Hayabusa Film.   | [ 25 ] [ 26 ]        |
| 2025 | Ishura 2nd Season                                | Takeo Takahashi Yuki Ogawa    | 8 de enero de 2025           | 26 de marzo de 2025         | 12   | Secuela de Ishura. | [ 27 ] [ 28 ]        |
| 2025 | Katainaka no Ossan, Kensei ni Naru               | Akio Kazumi                   | 5 de abril de 2025           | 21 de junio de 2025         | 12   | Adaptación de la novela ligera escrita por Shigeru Sagazaki e ilustrada por Tetsuhiro Nabeshima. Coproducción junto a Hayabusa Film. | [ 29 ] [ 30 ]        |
| 2025 | Nukitashi the Animation                          | Nobuyoshi Nagayama            | 19 de julio de 2025          | —                           | 11   | Adaptación de la novela visual desarrollada por Qruppo.                                                                              | [ 31 ] [ 32 ] [ 33 ] |
| 2026 | Mato Seihei no Slave 2                           | Masafumi Tamura               | 2026                         | —                           | —    | Secuela de Mato Seihei no Slave. Coproducción junto a Hayabusa Film.                                                                 | [ 34 ] [ 35 ]        |
| —    | Seitokai ni mo Ana wa Aru!                       | Naoyuki Tatsuwa               | —                            | —                           | —    | Adaptación del manga escrito e ilustrado por Muchimaro.                                                                              | [ 36 ]               |

### Películas
| Año  | Título             | Director(es)                    | Duración | Notas                                            | Refs.  |
| ---- | ------------------ | ------------------------------- | -------- | ------------------------------------------------ | ------ |
| 2020 | Kyochū Rettō Movie | Takeo Takahashi Naoyuki Tatsuwa | 76m      | Basado en el manga de Yasutaka Fujimi y RED ICE. | [ 37 ] |

### ONAs
| Año  | Título                                    | Director(es)     | Fecha de primera transmisión | Fecha de última transmisión | Eps. | Notas                                                          | Refs. |
| ---- | ----------------------------------------- | ---------------- | ---------------------------- | --------------------------- | ---- | -------------------------------------------------------------- | ----- |
| 2018 | God Eater Reso Nantoka Gekijō             | Parako Shinohara | 12 de abril de 2018          | 4 de agosto de 2018         | 8    | Secuela de God Eater Reso Nantoka Gekijō: Nagerareta Shokupan. |       |
| 2018 | God Eater Reso Nantoka Gekijō: Episode EX | Parako Shinohara | 6 de agosto de 2018          | 8 de agosto de 2018         | 2    | Secuela de God Eater Reso Nantoka Gekijō.                      |       |

### OVAs
| Año  | Título                                      | Director(es)                    | Fecha de primera transmisión | Fecha de última transmisión | Eps. | Notas                                                                      | Refs.  |
| ---- | ------------------------------------------- | ------------------------------- | ---------------------------- | --------------------------- | ---- | -------------------------------------------------------------------------- | ------ |
| 2018 | High School DxD Hero: Taiikukan-ura no Holy | Yoshifumi Sueda                 | 10 de abril de 2018          | 10 de abril de 2018         | 1    | Versión alternativa de los últimos tres episodios de High School DxD BorN. |        |
| 2019 | Kyochū Rettō                                | Takeo Takahashi Naoyuki Tatsuwa | 20 de junio de 2019          | 20 de junio de 2019         | 1    | Basado en el manga de Yasutaka Fujimi y RED ICE.                           | [ 38 ] |